# Роменська сотня
Роменська сотня — військово-адміністративна одиниця Лубенського і Миргородського полку Гетьманщини. Центр — сотенне містечко Ромни.

## Історія
Роменська сотня існувала вже у 1634 році. Так, Костянтинівська, Роменська та Глинська сотні 
Миргородського полку
були східним кордоном козацької автономії державного кордону Речі Посполитої з Московським царством, це було закріплено Поляновським миром 1634 року.
Восени 1648 року з'явилася у складі Лубенського полку, але через його ліквідацію за Зборівським договором сотню, як адміністративну одиницю, знову включили до складу Миргородського полку, в котрому вона перебувала протягом 1649-1658 pp. З відновленням Лубенського полку у жовтні 1658 р. сотня перейшла до його складу і знаходилася до ліквідації у 1782 p., коли було скасовано полково-сотенний устрій Лівобережної України, а територія Роменської сотні стала основою Роменського повіту Чернігівського намісництва.
Від 1665 р. Ромни приписано до Генеральної артилерії. Протягом 1714-1727 pp. у Ромнах перебувало полкове правління і полкова канцелярія Лубенського полку. В окремі роки було по дві Роменські сотні.

## Сотники
- Олефіренко Василь (1649-1653)
- Войтенко Кіндрат (1657-1658)
- Шумейко Гаврило (1659)
- Глущенко Яцько (1663)
- Ілляшенко Максим (1669-1677)
- Куницький Іван Федорович (1672)
- Лахненко Василь (2-ї сотні, 1687)
- Максименко Максим (1689)
- Заборовський Іван Тимофійович (1-ї сотні, 1687-1699)
- Роман Федорович (2-ї сотні, 1691)
- Конотоп Яків (2-ї сотні, 1693)
- Хорунжий Іван (2-ї сотні, 1697)
- Манджос Хома (1700-1705)
- Лук'янович Яків (1709-1725)
- Савусько Денис (1723, н.)
- Лисенко Лук'ян (1723, н.)
- Савусько Данило (1725, н.)
- Лашевич Семен (1728)
- Маркович Семен (1738)
- Маркович Іван (1738-1751)
- Гайдук Дем'ян (1767)
- Криштофович Азарій (1770-1782)
- Бойко Яків (1782)